# Municipio de Pohocco
El municipio de Pohocco (en inglés: Pohocco Township) es un municipio ubicado en el condado de Saunders en el estado estadounidense de Nebraska. En el año 2010 tenía una población de 1185 habitantes y una densidad poblacional de 15,64 personas por km².

## Geografía
El municipio de Pohocco se encuentra ubicado en las coordenadas 41°21′40″N 96°31′26″O / 41.36111, -96.52389. Según la Oficina del Censo de los Estados Unidos, el municipio tiene una superficie total de 75.75 km², de la cual 75.39 km² corresponden a tierra firme y (0.47%) 0.35 km² es agua.

## Demografía
Según el censo de 2010, había 1185 personas residiendo en el municipio de Pohocco. La densidad de población era de 15,64 hab./km². De los 1185 habitantes, el municipio de Pohocco estaba compuesto por el 97.81% blancos, el 0.17% eran afroamericanos, el 0.08% eran amerindios, el 0.25% eran asiáticos, el 0.08% eran isleños del Pacífico, el 0.68% eran de otras razas y el 0.93% pertenecían a dos o más razas. Del total de la población el 1.1% eran hispanos o latinos de cualquier raza.